# Global Industry Classification Standard
El Estándar de Clasificación de la Industria Global ( GICS - por sus siglas en inglés) es una taxonomía de la industria desarrollada en 1999 por MSCI y Standard & Poor's (S&P) para uso de la comunidad financiera global. La estructura de GICS consta de 11 sectores, 24 grupos industriales, 69 industrias y 158 subindustrias en las que S&P ha clasificado a todas las principales empresas de capital abierto. El sistema es similar a ICB ( Industry Classification Benchmark ), una estructura de clasificación mantenida por FTSE Group.
GICS se utiliza como base para los índices de mercado financiero S&P y MSCI en los que cada empresa se asigna a una subindustria y a una industria, grupo industrial y sector, por su principal actividad comercial. "GICS" es una marca registrada de McGraw Hill Financial y MSCI Inc.
La clasificación es la siguiente:
| Sector | Sector                                                  | Industry Group | Industry Group                                               | Industry | Industry                                                       | Sub-Industry | Sub-Industry                                                    |
| ------ | ------------------------------------------------------- | -------------- | ------------------------------------------------------------ | -------- | -------------------------------------------------------------- | ------------ | --------------------------------------------------------------- |
| 10     | Energía                                                 | 1010           | Energía                                                      | 101010   | Equipos y servicios de energía                                 | 10101010     | Perforación de petróleo y gas                                   |
| 10     | Energía                                                 | 1010           | Energía                                                      | 101010   | Equipos y servicios de energía                                 | 10101020     | Equipos y servicios de petróleo y gas                           |
| 10     | Energía                                                 | 1010           | Energía                                                      | 101020   | Petróleo, gas y combustibles consumibles                       | 10102010     | Petróleo y gas integrados                                       |
| 10     | Energía                                                 | 1010           | Energía                                                      | 101020   | Petróleo, gas y combustibles consumibles                       | 10102020     | Exploración y producción de petróleo y gas                      |
| 10     | Energía                                                 | 1010           | Energía                                                      | 101020   | Petróleo, gas y combustibles consumibles                       | 10102030     | Refinación y comercialización de petróleo y gas                 |
| 10     | Energía                                                 | 1010           | Energía                                                      | 101020   | Petróleo, gas y combustibles consumibles                       | 10102040     | Transporte y almacenamiento de petróleo y gas                   |
| 10     | Energía                                                 | 1010           | Energía                                                      | 101020   | Petróleo, gas y combustibles consumibles                       | 10102050     | Carbón y combustibles consumibles                               |
| 15     | Materiales                                              | 1510           | Materiales                                                   | 151010   | Químicos                                                       | 15101010     | Productos químicos básicos                                      |
| 15     | Materiales                                              | 1510           | Materiales                                                   | 151010   | Químicos                                                       | 15101020     | Productos químicos diversificados                               |
| 15     | Materiales                                              | 1510           | Materiales                                                   | 151010   | Químicos                                                       | 15101030     | Fertilizantes y productos químicos agrícolas                    |
| 15     | Materiales                                              | 1510           | Materiales                                                   | 151010   | Químicos                                                       | 15101040     | Gases Industriales                                              |
| 15     | Materiales                                              | 1510           | Materiales                                                   | 151010   | Químicos                                                       | 15101050     | Productos químicos especiales                                   |
| 15     | Materiales                                              | 1510           | Materiales                                                   | 151020   | Materiales de construcción                                     | 15102010     | Materiales de construcción                                      |
| 15     | Materiales                                              | 1510           | Materiales                                                   | 151030   | Contenedores y Empaques                                        | 15103010     | Contenedores de metal y vidrio                                  |
| 15     | Materiales                                              | 1510           | Materiales                                                   | 151030   | Contenedores y Empaques                                        | 15103020     | Papel de embalar                                                |
| 15     | Materiales                                              | 1510           | Materiales                                                   | 151040   | Metales y Minería                                              | 15104010     | Aluminio                                                        |
| 15     | Materiales                                              | 1510           | Materiales                                                   | 151040   | Metales y Minería                                              | 15104020     | Minería y metales diversificados                                |
| 15     | Materiales                                              | 1510           | Materiales                                                   | 151040   | Metales y Minería                                              | 15104025     | Cobre                                                           |
| 15     | Materiales                                              | 1510           | Materiales                                                   | 151040   | Metales y Minería                                              | 15104030     | Oro                                                             |
| 15     | Materiales                                              | 1510           | Materiales                                                   | 151040   | Metales y Minería                                              | 15104040     | Metales preciosos y minerales                                   |
| 15     | Materiales                                              | 1510           | Materiales                                                   | 151040   | Metales y Minería                                              | 15104045     | Plata                                                           |
| 15     | Materiales                                              | 1510           | Materiales                                                   | 151040   | Metales y Minería                                              | 15104050     | Acero                                                           |
| 15     | Materiales                                              | 1510           | Materiales                                                   | 151050   | Productos de papel y forestales                                | 15105010     | Productos extranjeros                                           |
| 15     | Materiales                                              | 1510           | Materiales                                                   | 151050   | Productos de papel y forestales                                | 15105020     | Productos de papel                                              |
| 20     | Industriales                                            | 2010           | Bienes de Capital                                            | 201010   | Aeroespacial y Defensa                                         | 20101010     | Aeroespacial y Defensa                                          |
| 20     | Industriales                                            | 2010           | Bienes de Capital                                            | 201020   | Productos de construcción                                      | 20102010     | Productos de construcción                                       |
| 20     | Industriales                                            | 2010           | Bienes de Capital                                            | 201030   | Construcción e Ingeniería                                      | 20103010     | Construcción e Ingeniería                                       |
| 20     | Industriales                                            | 2010           | Bienes de Capital                                            | 201040   | Equipamiento eléctrico                                         | 20104010     | Componentes y equipos eléctricos                                |
| 20     | Industriales                                            | 2010           | Bienes de Capital                                            | 201040   | Equipamiento eléctrico                                         | 20104020     | Equipo Eléctrico Pesado                                         |
| 20     | Industriales                                            | 2010           | Bienes de Capital                                            | 201050   | Conglomerados Industriales                                     | 20105010     | Conglomerados Industriales                                      |
| 20     | Industriales                                            | 2010           | Bienes de Capital                                            | 201060   | Maquinaria                                                     | 20106010     | Maquinaria de construcción y camiones pesados                   |
| 20     | Industriales                                            | 2010           | Bienes de Capital                                            | 201060   | Maquinaria                                                     | 20106015     | Maquinaria agrícola                                             |
| 20     | Industriales                                            | 2010           | Bienes de Capital                                            | 201060   | Maquinaria                                                     | 20106020     | Maquinaria industrial                                           |
| 20     | Industriales                                            | 2010           | Bienes de Capital                                            | 201070   | Empresas comerciales y distribuidores                          | 20107010     | Empresas comerciales y distribuidores                           |
| 20     | Industriales                                            | 2020           | Servicios Comerciales y Profesionales                        | 202010   | Suministros y servicios comerciales                            | 20201010     | Impresión Comercial                                             |
| 20     | Industriales                                            | 2020           | Servicios Comerciales y Profesionales                        | 202010   | Suministros y servicios comerciales                            | 20201050     | Servicios ambientales y de instalaciones                        |
| 20     | Industriales                                            | 2020           | Servicios Comerciales y Profesionales                        | 202010   | Suministros y servicios comerciales                            | 20201060     | Suministros y servicios de oficina                              |
| 20     | Industriales                                            | 2020           | Servicios Comerciales y Profesionales                        | 202010   | Suministros y servicios comerciales                            | 20201070     | Servicios de apoyo diversificados                               |
| 20     | Industriales                                            | 2020           | Servicios Comerciales y Profesionales                        | 202010   | Suministros y servicios comerciales                            | 20201080     | Servicios de seguridad y alarma                                 |
| 20     | Industriales                                            | 2020           | Servicios Comerciales y Profesionales                        | 202020   | Servicios profesionales                                        | 20202010     | Servicios de recursos humanos y empleo                          |
| 20     | Industriales                                            | 2020           | Servicios Comerciales y Profesionales                        | 202020   | Servicios profesionales                                        | 20202020     | Servicios de investigación y consultoría                        |
| 20     | Industriales                                            | 2030           | Transporte                                                   | 203010   | Transporte Aéreo y Logística                                   | 20301010     | Transporte Aéreo y Logística                                    |
| 20     | Industriales                                            | 2030           | Transporte                                                   | 203020   | Aerolíneas                                                     | 20302010     | Aerolíneas                                                      |
| 20     | Industriales                                            | 2030           | Transporte                                                   | 203030   | Marino                                                         | 20303010     | Marino                                                          |
| 20     | Industriales                                            | 2030           | Transporte                                                   | 203040   | Carretera y Ferrocarril                                        | 20304010     | Ferrocarriles                                                   |
| 20     | Industriales                                            | 2030           | Transporte                                                   | 203040   | Carretera y Ferrocarril                                        | 20304020     | Terrestre                                                       |
| 20     | Industriales                                            | 2030           | Transporte                                                   | 203050   | Infraestructura de transporte                                  | 20305010     | Servicios aeroportuarios                                        |
| 20     | Industriales                                            | 2030           | Transporte                                                   | 203050   | Infraestructura de transporte                                  | 20305020     | Carreteras y vías férreas                                       |
| 20     | Industriales                                            | 2030           | Transporte                                                   | 203050   | Infraestructura de transporte                                  | 20305030     | Puertos Marítimos y Servicios                                   |
| 25     | Consumo Discrecional (Consumidor Cíclico)               | 2510           | Automóviles y Componentes                                    | 251010   | Componentes de automóviles                                     | 25101010     | Autopartes y equipos                                            |
| 25     | Consumo Discrecional (Consumidor Cíclico)               | 2510           | Automóviles y Componentes                                    | 251010   | Componentes de automóviles                                     | 25101020     | Neumáticos y Caucho                                             |
| 25     | Consumo Discrecional (Consumidor Cíclico)               | 2510           | Automóviles y Componentes                                    | 251020   | Automóviles                                                    | 25102010     | Fabricantes de automóviles                                      |
| 25     | Consumo Discrecional (Consumidor Cíclico)               | 2510           | Automóviles y Componentes                                    | 251020   | Automóviles                                                    | 25102020     | Fabricantes de motocicletas                                     |
| 25     | Consumo Discrecional (Consumidor Cíclico)               | 2520           | Bienes de Consumo Duraderos y Prendas de Vestir              | 252010   | Bienes duraderos para el hogar                                 | 25201010     | Productos electrónicos de consumo                               |
| 25     | Consumo Discrecional (Consumidor Cíclico)               | 2520           | Bienes de Consumo Duraderos y Prendas de Vestir              | 252010   | Bienes duraderos para el hogar                                 | 25201020     | Muebles para el hogar                                           |
| 25     | Consumo Discrecional (Consumidor Cíclico)               | 2520           | Bienes de Consumo Duraderos y Prendas de Vestir              | 252010   | Bienes duraderos para el hogar                                 | 25201030     | Construcción de viviendas                                       |
| 25     | Consumo Discrecional (Consumidor Cíclico)               | 2520           | Bienes de Consumo Duraderos y Prendas de Vestir              | 252010   | Bienes duraderos para el hogar                                 | 25201040     | Electrodomésticos                                               |
| 25     | Consumo Discrecional (Consumidor Cíclico)               | 2520           | Bienes de Consumo Duraderos y Prendas de Vestir              | 252010   | Bienes duraderos para el hogar                                 | 25201050     | Artículos para el hogar y especialidades                        |
| 25     | Consumo Discrecional (Consumidor Cíclico)               | 2520           | Bienes de Consumo Duraderos y Prendas de Vestir              | 252020   | Productos de ocio                                              | 25202010     | Productos de ocio                                               |
| 25     | Consumo Discrecional (Consumidor Cíclico)               | 2520           | Bienes de Consumo Duraderos y Prendas de Vestir              | 252030   | Textiles, prendas de vestir y artículos de lujo                | 25203010     | Ropa, accesorios y artículos de lujo                            |
| 25     | Consumo Discrecional (Consumidor Cíclico)               | 2520           | Bienes de Consumo Duraderos y Prendas de Vestir              | 252030   | Textiles, prendas de vestir y artículos de lujo                | 25203020     | Calzado                                                         |
| 25     | Consumo Discrecional (Consumidor Cíclico)               | 2520           | Bienes de Consumo Duraderos y Prendas de Vestir              | 252030   | Textiles, prendas de vestir y artículos de lujo                | 25203030     | Textiles                                                        |
| 25     | Consumo Discrecional (Consumidor Cíclico)               | 2530           | Servicios al Consumidor                                      | 253010   | Hoteles, Restaurantes y Ocio                                   | 25301010     | Casinos y juegos                                                |
| 25     | Consumo Discrecional (Consumidor Cíclico)               | 2530           | Servicios al Consumidor                                      | 253010   | Hoteles, Restaurantes y Ocio                                   | 25301020     | Hoteles, Resorts y Líneas de Cruceros                           |
| 25     | Consumo Discrecional (Consumidor Cíclico)               | 2530           | Servicios al Consumidor                                      | 253010   | Hoteles, Restaurantes y Ocio                                   | 25301030     | Instalaciones de ocio                                           |
| 25     | Consumo Discrecional (Consumidor Cíclico)               | 2530           | Servicios al Consumidor                                      | 253010   | Hoteles, Restaurantes y Ocio                                   | 25301040     | Restaurantes                                                    |
| 25     | Consumo Discrecional (Consumidor Cíclico)               | 2530           | Servicios al Consumidor                                      | 253020   | Servicios al consumidor diversificados                         | 25302010     | Servicios Educativos                                            |
| 25     | Consumo Discrecional (Consumidor Cíclico)               | 2530           | Servicios al Consumidor                                      | 253020   | Servicios al consumidor diversificados                         | 25302020     | Servicios Especializados al Consumidor                          |
| 25     | Consumo Discrecional (Consumidor Cíclico)               | 2550           | Venta al por Menor                                           | 255010   | Distribuidores                                                 | 25501010     | Distribuidores                                                  |
| 25     | Consumo Discrecional (Consumidor Cíclico)               | 2550           | Venta al por Menor                                           | 255020   | Venta al por menor por Internet y marketing directo            | 25502020     | Venta al por menor por Internet y marketing directo             |
| 25     | Consumo Discrecional (Consumidor Cíclico)               | 2550           | Venta al por Menor                                           | 255030   | Minorista multilínea                                           | 25503010     | Grandes almacenes                                               |
| 25     | Consumo Discrecional (Consumidor Cíclico)               | 2550           | Venta al por Menor                                           | 255030   | Minorista multilínea                                           | 25503020     | Tiendas de Mercancías Generales                                 |
| 25     | Consumo Discrecional (Consumidor Cíclico)               | 2550           | Venta al por Menor                                           | 255040   | Comercio minorista especializado                               | 25504010     | Venta al por menor de ropa                                      |
| 25     | Consumo Discrecional (Consumidor Cíclico)               | 2550           | Venta al por Menor                                           | 255040   | Comercio minorista especializado                               | 25504020     | Venta minorista de computadoras y productos electrónicos        |
| 25     | Consumo Discrecional (Consumidor Cíclico)               | 2550           | Venta al por Menor                                           | 255040   | Comercio minorista especializado                               | 25504030     | Venta al por menor de mejoras para el hogar                     |
| 25     | Consumo Discrecional (Consumidor Cíclico)               | 2550           | Venta al por Menor                                           | 255040   | Comercio minorista especializado                               | 25504040     | Tiendas especializadas                                          |
| 25     | Consumo Discrecional (Consumidor Cíclico)               | 2550           | Venta al por Menor                                           | 255040   | Comercio minorista especializado                               | 25504050     | Minorista automotriz                                            |
| 25     | Consumo Discrecional (Consumidor Cíclico)               | 2550           | Venta al por Menor                                           | 255040   | Comercio minorista especializado                               | 25504060     | Comercio minorista de muebles para el hogar                     |
| 30     | Productos básicos de consumo (Defensiva del consumidor) | 3010           | Venta Minorista de Alimentos y Productos Básicos             | 301010   | Venta minorista de alimentos y productos básicos               | 30101010     | Venta al por menor de medicamentos                              |
| 30     | Productos básicos de consumo (Defensiva del consumidor) | 3010           | Venta Minorista de Alimentos y Productos Básicos             | 301010   | Venta minorista de alimentos y productos básicos               | 30101020     | Distribuidores de Alimentos                                     |
| 30     | Productos básicos de consumo (Defensiva del consumidor) | 3010           | Venta Minorista de Alimentos y Productos Básicos             | 301010   | Venta minorista de alimentos y productos básicos               | 30101030     | Venta al por menor de alimentos                                 |
| 30     | Productos básicos de consumo (Defensiva del consumidor) | 3010           | Venta Minorista de Alimentos y Productos Básicos             | 301010   | Venta minorista de alimentos y productos básicos               | 30101040     | Hipermercados y Supercentros                                    |
| 30     | Productos básicos de consumo (Defensiva del consumidor) | 3020           | Alimentos, Bebidas y Tabaco                                  | 302010   | Bebidas                                                        | 30201010     | Cerveceras                                                      |
| 30     | Productos básicos de consumo (Defensiva del consumidor) | 3020           | Alimentos, Bebidas y Tabaco                                  | 302010   | Bebidas                                                        | 30201020     | Destilerías y Vinicultores                                      |
| 30     | Productos básicos de consumo (Defensiva del consumidor) | 3020           | Alimentos, Bebidas y Tabaco                                  | 302010   | Bebidas                                                        | 30201030     | Bebidas sin alcohol                                             |
| 30     | Productos básicos de consumo (Defensiva del consumidor) | 3020           | Alimentos, Bebidas y Tabaco                                  | 302020   | Productos alimenticios                                         | 30202010     | Productos agrícolas                                             |
| 30     | Productos básicos de consumo (Defensiva del consumidor) | 3020           | Alimentos, Bebidas y Tabaco                                  | 302020   | Productos alimenticios                                         | 30202030     | Carnes y alimentos envasados                                    |
| 30     | Productos básicos de consumo (Defensiva del consumidor) | 3020           | Alimentos, Bebidas y Tabaco                                  | 302030   | Tabaco                                                         | 30203010     | Tabaco                                                          |
| 30     | Productos básicos de consumo (Defensiva del consumidor) | 3030           | Productos para el hogar y personales                         | 303010   | Productos domésticos                                           | 30301010     | Productos domésticos                                            |
| 30     | Productos básicos de consumo (Defensiva del consumidor) | 3030           | Productos para el hogar y personales                         | 303020   | Productos personales                                           | 30302010     | Productos personales                                            |
| 35     | Cuidado de la Salud                                     | 3510           | Equipamiento y servicios de atención médica                  | 351010   | Equipos y suministros para el cuidado de la salud              | 35101010     | Equipos para el cuidado de la salud                             |
| 35     | Cuidado de la Salud                                     | 3510           | Equipamiento y servicios de atención médica                  | 351010   | Equipos y suministros para el cuidado de la salud              | 35101020     | Suministros para el cuidado de la salud                         |
| 35     | Cuidado de la Salud                                     | 3510           | Equipamiento y servicios de atención médica                  | 351020   | Proveedores y servicios de atención médica                     | 35102010     | Distribuidores de atención médica                               |
| 35     | Cuidado de la Salud                                     | 3510           | Equipamiento y servicios de atención médica                  | 351020   | Proveedores y servicios de atención médica                     | 35102015     | Servicios de atención médica                                    |
| 35     | Cuidado de la Salud                                     | 3510           | Equipamiento y servicios de atención médica                  | 351020   | Proveedores y servicios de atención médica                     | 35102020     | Centros de salud                                                |
| 35     | Cuidado de la Salud                                     | 3510           | Equipamiento y servicios de atención médica                  | 351020   | Proveedores y servicios de atención médica                     | 35102030     | Cuidado de la Salud Administrado                                |
| 35     | Cuidado de la Salud                                     | 3510           | Equipamiento y servicios de atención médica                  | 351030   | Tecnología del cuidado de la salud                             | 35103010     | Tecnología del cuidado de la salud                              |
| 35     | Cuidado de la Salud                                     | 3520           | Productos farmacéuticos, biotecnología y ciencias de la vida | 352010   | Biotecnología                                                  | 35201010     | Biotecnología                                                   |
| 35     | Cuidado de la Salud                                     | 3520           | Productos farmacéuticos, biotecnología y ciencias de la vida | 352020   | Productos farmacéuticos                                        | 35202010     | Productos farmacéuticos                                         |
| 35     | Cuidado de la Salud                                     | 3520           | Productos farmacéuticos, biotecnología y ciencias de la vida | 352030   | Herramientas y servicios de ciencias de la vida                | 35203010     | Herramientas y servicios de ciencias de la vida                 |
| 40     | Financieros                                             | 4010           | Bancos                                                       | 401010   | Bancos                                                         | 40101010     | Bancos Diversificados                                           |
| 40     | Financieros                                             | 4010           | Bancos                                                       | 401010   | Bancos                                                         | 40101015     | Bancos Regionales                                               |
| 40     | Financieros                                             | 4010           | Bancos                                                       | 401020   | Ahorros y Financiamiento Hipotecario                           | 40102010     | Ahorros y Financiamiento Hipotecario                            |
| 40     | Financieros                                             | 4020           | Finanzas diversificadas                                      | 402010   | Servicios financieros diversificados                           | 40201020     | Otros servicios financieros diversificados                      |
| 40     | Financieros                                             | 4020           | Finanzas diversificadas                                      | 402010   | Servicios financieros diversificados                           | 40201030     | Participaciones multisectoriales                                |
| 40     | Financieros                                             | 4020           | Finanzas diversificadas                                      | 402010   | Servicios financieros diversificados                           | 40201040     | Finanzas Especializadas                                         |
| 40     | Financieros                                             | 4020           | Finanzas diversificadas                                      | 402020   | Financiamiento al consumo                                      | 40202010     | Financiamiento al consumo                                       |
| 40     | Financieros                                             | 4020           | Finanzas diversificadas                                      | 402030   | Mercados de capitales                                          | 40203010     | Gestión de Activos y Bancos de Custodia                         |
| 40     | Financieros                                             | 4020           | Finanzas diversificadas                                      | 402030   | Mercados de capitales                                          | 40203020     | Banca de inversión y corretaje                                  |
| 40     | Financieros                                             | 4020           | Finanzas diversificadas                                      | 402030   | Mercados de capitales                                          | 40203030     | Mercados de capitales diversificados                            |
| 40     | Financieros                                             | 4020           | Finanzas diversificadas                                      | 402030   | Mercados de capitales                                          | 40203040     | Intercambios financieros y datos                                |
| 40     | Financieros                                             | 4020           | Finanzas diversificadas                                      | 402040   | Fideicomisos Hipotecarios de Inversión en Bienes Raíces (REIT) | 40204010     | REIT hipotecarios                                               |
| 40     | Financieros                                             | 4030           | Seguros                                                      | 403010   | Seguros                                                        | 40301010     | Corredoras de seguros                                           |
| 40     | Financieros                                             | 4030           | Seguros                                                      | 403010   | Seguros                                                        | 40301020     | Seguro de Vida y Salud                                          |
| 40     | Financieros                                             | 4030           | Seguros                                                      | 403010   | Seguros                                                        | 40301030     | Seguro Multilínea                                               |
| 40     | Financieros                                             | 4030           | Seguros                                                      | 403010   | Seguros                                                        | 40301040     | Seguro de propiedad y accidentes                                |
| 40     | Financieros                                             | 4030           | Seguros                                                      | 403010   | Seguros                                                        | 40301050     | Reaseguro                                                       |
| 45     | Tecnologías de la Información                           | 4510           | Software y Servicios                                         | 451020   | Servicios TI                                                   | 45102010     | Consultoría de TI y otros servicios                             |
| 45     | Tecnologías de la Información                           | 4510           | Software y Servicios                                         | 451020   | Servicios TI                                                   | 45102020     | Procesamiento de datos y servicios subcontratados               |
| 45     | Tecnologías de la Información                           | 4510           | Software y Servicios                                         | 451020   | Servicios TI                                                   | 45102030     | Servicios e Infraestructura de Internet                         |
| 45     | Tecnologías de la Información                           | 4510           | Software y Servicios                                         | 451030   | Software                                                       | 45103010     | Aplicaciones de Software                                        |
| 45     | Tecnologías de la Información                           | 4510           | Software y Servicios                                         | 451030   | Software                                                       | 45103020     | Software de sistemas                                            |
| 45     | Tecnologías de la Información                           | 4520           | Hardware y equipo de tecnología                              | 452010   | Equipos de Comunicaciones                                      | 45201020     | Equipo de comunicaciones                                        |
| 45     | Tecnologías de la Información                           | 4520           | Hardware y equipo de tecnología                              | 452020   | Hardware, almacenamiento y periféricos de tecnología           | 45202030     | Hardware, almacenamiento y periféricos de tecnología            |
| 45     | Tecnologías de la Información                           | 4520           | Hardware y equipo de tecnología                              | 452030   | Equipos, Instrumentos y Componentes Electrónicos               | 45203010     | Equipos e instrumentos electrónicos                             |
| 45     | Tecnologías de la Información                           | 4520           | Hardware y equipo de tecnología                              | 452030   | Equipos, Instrumentos y Componentes Electrónicos               | 45203015     | Componentes electrónicos                                        |
| 45     | Tecnologías de la Información                           | 4520           | Hardware y equipo de tecnología                              | 452030   | Equipos, Instrumentos y Componentes Electrónicos               | 45203020     | Servicios de fabricación electrónica                            |
| 45     | Tecnologías de la Información                           | 4520           | Hardware y equipo de tecnología                              | 452030   | Equipos, Instrumentos y Componentes Electrónicos               | 45203030     | Distribuidores de tecnología                                    |
| 45     | Tecnologías de la Información                           | 4530           | Semiconductores y equipamiento de semiconductores            | 453010   | Semiconductores y equipos de semiconductores                   | 45301010     | Equipos semiconductores                                         |
| 45     | Tecnologías de la Información                           | 4530           | Semiconductores y equipamiento de semiconductores            | 453010   | Semiconductores y equipos de semiconductores                   | 45301020     | Semiconductores                                                 |
| 50     | Servicios de Comunicación                               | 5010           | Servicios de telecomunicación                                | 501010   | Servicios Diversificados de Telecomunicaciones                 | 50101010     | Transportistas alternativos                                     |
| 50     | Servicios de Comunicación                               | 5010           | Servicios de telecomunicación                                | 501010   | Servicios Diversificados de Telecomunicaciones                 | 50101020     | Servicios Integrados de Telecomunicaciones                      |
| 50     | Servicios de Comunicación                               | 5010           | Servicios de telecomunicación                                | 501020   | Servicios de telecomunicaciones inalámbricas                   | 50102010     | Servicios de telecomunicaciones inalámbricas                    |
| 50     | Servicios de Comunicación                               | 5020           | Medios y entretenimiento                                     | 502010   | Media                                                          | 50201010     | Publicidad                                                      |
| 50     | Servicios de Comunicación                               | 5020           | Medios y entretenimiento                                     | 502010   | Media                                                          | 50201020     | Radiodifusión                                                   |
| 50     | Servicios de Comunicación                               | 5020           | Medios y entretenimiento                                     | 502010   | Media                                                          | 50201030     | Cable y Satélite                                                |
| 50     | Servicios de Comunicación                               | 5020           | Medios y entretenimiento                                     | 502010   | Media                                                          | 50201040     | Industria editorial                                             |
| 50     | Servicios de Comunicación                               | 5020           | Medios y entretenimiento                                     | 502020   | Entretenimiento                                                | 50202010     | Películas y entretenimiento                                     |
| 50     | Servicios de Comunicación                               | 5020           | Medios y entretenimiento                                     | 502020   | Entretenimiento                                                | 50202020     | Entretenimiento interactivo en el hogar                         |
| 50     | Servicios de Comunicación                               | 5020           | Medios y entretenimiento                                     | 502030   | Servicios y medios interactivos                                | 50203010     | Servicios y medios interactivos                                 |
| 55     | Servicios públicos                                      | 5510           | Servicios públicos                                           | 551010   | Servicios públicos de electricidad                             | 55101010     | Servicios públicos de electricidad                              |
| 55     | Servicios públicos                                      | 5510           | Servicios públicos                                           | 551020   | Servicios públicos de gas                                      | 55102010     | Servicios públicos de gas                                       |
| 55     | Servicios públicos                                      | 5510           | Servicios públicos                                           | 551030   | Multi-Servicios públicos                                       | 55103010     | Multi-Servicios públicos                                        |
| 55     | Servicios públicos                                      | 5510           | Servicios públicos                                           | 551040   | Servicios públicos de agua                                     | 55104010     | Servicios públicos de agua                                      |
| 55     | Servicios públicos                                      | 5510           | Servicios públicos                                           | 551050   | Productores Independientes de Energía y Electricidad Renovable | 55105010     | Productores de energía independientes y comerciantes de energía |
| 55     | Servicios públicos                                      | 5510           | Servicios públicos                                           | 551050   | Productores Independientes de Energía y Electricidad Renovable | 55105020     | Electricidad renovable                                          |
| 60     | Bienes Raíces                                           | 6010           | Bienes raíces                                                | 601010   | Fideicomisos de Inversión en Bienes Raíces (REIT)              | 60101010     | REIT diversificados                                             |
| 60     | Bienes Raíces                                           | 6010           | Bienes raíces                                                | 601010   | Fideicomisos de Inversión en Bienes Raíces (REIT)              | 60101020     | REIT industriales                                               |
| 60     | Bienes Raíces                                           | 6010           | Bienes raíces                                                | 601010   | Fideicomisos de Inversión en Bienes Raíces (REIT)              | 60101030     | REIT de hoteles y centros turísticos                            |
| 60     | Bienes Raíces                                           | 6010           | Bienes raíces                                                | 601010   | Fideicomisos de Inversión en Bienes Raíces (REIT)              | 60101040     | REIT de oficina                                                 |
| 60     | Bienes Raíces                                           | 6010           | Bienes raíces                                                | 601010   | Fideicomisos de Inversión en Bienes Raíces (REIT)              | 60101050     | REIT de atención médica                                         |
| 60     | Bienes Raíces                                           | 6010           | Bienes raíces                                                | 601010   | Fideicomisos de Inversión en Bienes Raíces (REIT)              | 60101060     | REIT residenciales                                              |
| 60     | Bienes Raíces                                           | 6010           | Bienes raíces                                                | 601010   | Fideicomisos de Inversión en Bienes Raíces (REIT)              | 60101070     | REIT minoristas                                                 |
| 60     | Bienes Raíces                                           | 6010           | Bienes raíces                                                | 601010   | Fideicomisos de Inversión en Bienes Raíces (REIT)              | 60101080     | REIT especializados                                             |
| 60     | Bienes Raíces                                           | 6010           | Bienes raíces                                                | 601020   | Gestión y desarrollo inmobiliario                              | 60102010     | Actividades Inmobiliarias Diversificadas                        |
| 60     | Bienes Raíces                                           | 6010           | Bienes raíces                                                | 601020   | Gestión y desarrollo inmobiliario                              | 60102020     | Empresas Operadoras de Bienes Raíces                            |
| 60     | Bienes Raíces                                           | 6010           | Bienes raíces                                                | 601020   | Gestión y desarrollo inmobiliario                              | 60102030     | Desarrollo inmobiliario                                         |
| 60     | Bienes Raíces                                           | 6010           | Bienes raíces                                                | 601020   | Gestión y desarrollo inmobiliario                              | 60102040     | Servicios Inmobiliarios                                         |

El estándar de clasificación es actualizado periódicamente por S&P Dow Jones Indices y MSCI. Numerosos cambios a lo largo de los años han resultado en la adición, eliminación o redefinición de varias subindustrias, industrias o grupos industriales. Desde 1999, ha habido dos revisiones a nivel sectorial:
- En 2016, el grupo de la industria inmobiliaria (con la excepción de los REIT hipotecarios) se trasladó del sector financiero a un sector inmobiliario de nueva creación.[5]
- En 2018, el sector de servicios de telecomunicaciones pasó a llamarse servicios de comunicación. El sector se amplió para incluir empresas de medios y entretenimiento que antes formaban parte del sector de consumo discrecional, así como empresas de servicios y medios interactivos del sector de la tecnología de la información.[6]